# Liên đoàn Khmers Kampuchea-Krom
Liên đoàn Khmers Kampuchea-Krom (tiếng Khmer: សហព័ន្ធខ្មែរកម្ពុជាក្រោម, tiếng Anh: Khmers Kampuchea-Krom Federation, KKF) là một tổ chức hoạt động trên phạm vi quốc tế có tính cách đại diện cho cộng đồng Khmer sinh sống ở khu vực đồng bằng sông Cửu Long trong các vấn đề nhân quyền, quyền tự do tín ngưỡng, quyền tự quyết. Gần đây, tổ chức có xu hướng bài Việt Nam và tham gia chống chính quyền Việt Nam.

## Biểu trưng
Lá cờ gồm 3 sọc ngang (lam, vàng, đỏ) với tỉ lệ 2: 3:
- Lam: Tự do, Dân chủ.
- Vàng: Hòa bình, Công lý.
- Đỏ: Lòng dũng cảm, đức hy sinh vì đại nghĩa dân tộc.

## Lịch sử
Tổ chức này thường xuyên đưa ra các vấn đề đất đai và cáo buộc Việt Nam chiếm đất của Campuchia. Gần đây đã được một số đảng phái ở Campuchia thường xuyên sử dụng để chống quan hệ của Việt Nam với Đảng Nhân dân Campuchia của cựu Thủ tướng Campuchia Hun Sen.
Ngày 23/7/2012, tại Trụ sở Liên Hợp Quốc ở New York, Hoa Kỳ, Liên đoàn Khmer Kampuchea Krom (KKF) xin hưởng quy chế tư vấn với ECOSOC nhưng đề nghị này bị phía Việt Nam bác bỏ.